# عین بنی مطهر
عین بنی مطهر (به فرانسوی: Ain Bni Mathar) یک منطقهٔ مسکونی در مراکش است که در Oriental (Morocco) واقع شده‌است.

## خصوصیات
عین بنی مطهر ۱۳٬۵۲۶ نفر جمعیت دارد.